# Краски
«Кра́ски» (рос. Краски, укр. Фарби, бiл. Фарбы) — білоруський росiйськомовний поп-гурт. Створений 1 січня 2001 року в Мінську. Продюсер гурту та автор пісень — Олексій Воронов.

## Історія гурту

### 2001— 2003
Гурт був створений на початку 2001 року, продюсером і композитором Олексієм Вороновим. До першого складу увійшли: Оксана Ковалевська (вокал), Ольга Гусєва (хореографія), Василь Богом'я (клавішні) і Андрій Чигир (клавішні). 17 листопада 2001 року в Мінському клубі «Бліндаж» пройшла презентація дебютного альбому «Ты уже взрослый», який був перевиданий у Москві 2002 року під назвою «Старший брат» лейблом Real Records. У період осінь-весна 2001—2002 року гурт організував всебілоруський тур, в рамках якого було дано 172 концерти. Після успіху в Білорусі, «Краски» сконцентрувалася на російському музичному ринку. Слідом за альбомом «Старший брат», був випущений другий альбом гурту «Я люблю тебя, Сергей — Красный Альбом».

### 2003— 2006
2003 року гурт зазнав переслідувань з боку білоруської влади. 1 квітня 2003 року офіс «Красок» в Мінську був захоплений білоруським ОМОНом, співробітники офісу були затримані. Після цього гурт переїхав до Москви. До складу групи увійшов Дмитро Орловський (клавішні). Виходять альбоми «Оранжевое Солнце — Оранжевый Альбом», «Весна — Синий Альбом», «Те кто любит — Фиолетовый Альбом».
З моменту свого заснування та по 2006 рік, гурт виступив на майданчиках найбільших міст СНД. Виступав з концертами у США, Німеччині, Ізраїлі, Нідерландів.

### 2006— 2010

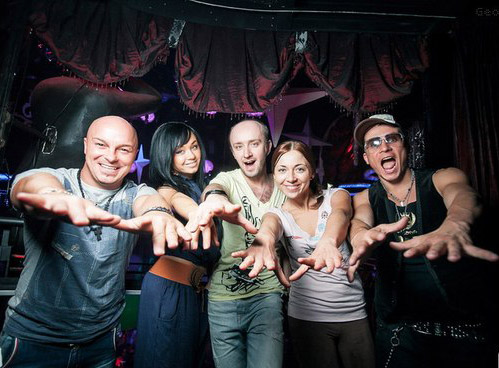
група Краски, після концерту у Нижньому Новгороді, 2012 рік.

2006 року Оксана Ковалевська залишила «Краски» і зайнялась сольною кар'єрою, повернувшись до Мінська. Цей період був також відзначений тим, що в Росії стали з'являтися різні групи-двійники, що іменують себе «Краски» та виконували пісні гурту.

### 2010
2010 року в гурті з'явилась нова солістка Марина Іванова і почався запис шостого альбому.

## Дискографія

### Альбоми
- Ты уже взрослый
- Старший брат: желтый альбом (2002)
- Я люблю тебя, Сергей: красный альбом (2002)
- Оранжевое солнце: оранжевый альбом (2003)
- Весна: синий альбом (2004)
- Те, кто любит: фиолетовый альбом (2004)

### Спільні проекти
- Viza Незалежнай Рэспублікі Мроя (2003) — «Тры чарапахі»

## Учасники

### Нинішні
- Марина Іванова: вокал
- Ольга Гусєва: хореографія
- Василь Богом'я: клавішні
- Андрій Чигир: клавішні

### Колишні
- Оксана Ковалевська: вокал